# Latvijska televizija

Latvijska televizija (latvijski: Latvijas Televīzija, skraćeno LTV) je javna radijska i televizijska ustanova u vlasništvu latvijske vlade.
S emitiranjem je započela 1954. godine u crno-bijeloj tehnici (monokrom) i s jednim programom. Drugi program je uvela 1961. godine, a 13 godina poslije počinje emitirati u SÉCAM tehnici, odnosno sistemom analogne televizije u boji. 1998. Televizija uvodi PAL sustav kodiranja analogne televizije u boji, čime je znatno bila poboljšana kvaliteta slike u boji, a 10 godina kasnije DVB-T, standard za digitalnu zemaljsku televiziju. 2010. je promijenjen MPEG format s MPEG2 na MPEG4, a analogna distribucija javne televizije je ukinuta 1. ožujka 2010. godine.
Latvijska televizija ima dva nacionalna programa (kanala): LTV1 na latvijskom jeziku i LTV7, program za djecu i mlade, na latvijskom i ruskom jezikom.
Članica je Europske radiodifuzijske unije od 1. siječnja 1993. LTV je bio medijski domaćin Pjesme Eurovizije 2003. i Svjetskog prvenstva u hokeju na ledu 2006. godine. Prvi program (LTV1) redoviti je prijenosnik Pjesme Eurovizije, a drugi program (LTV7) športskih natjecanja poput Olimpijskih igara, Europskih i Svjetskih nogometnih prvenstava, latvijskih športskih događanja i ostalih športova, uglavnom zimskih (biatlon, alpsko i nordijsko skijanje, skijaški skokovi, umjetničko klizanje).

## Vanjske poveznice
- (let.) Službene stranice Latvijske televizije  Arhivirana inačica izvorne stranice od 8. rujna 2016. (Wayback Machine)
- (let.) Vijest iz športa
- (let.) Vijesti iz kulture
- Latvijska televizija na Facebooku
- Latvijska televizija na Twitteru